# Al-Nawawi
Abū Zakariyyā Muḥyi al-Dīn al-Nawawī, in arabo محيي الدين أبو زكريا يحيى بن شرف النووي‎?, Muḥyī al-Dīn Abū Zakariyyā Yaḥyā ibn Sharaf al-Nawawī (1234 – 1278), comunemente noto come al-Nawawī o Imām Nawawī, è stato un musulmano sunnita autore di opere di fiqh ed esperto di ḥadīth.

## Biografia
Nacque nel 1234 nel villaggio di Nawā, a sud di Damasco. La sua nisba si riferisce appunto a questo villaggio, lo stesso dove, anticamente, sarebbe vissuto Giobbe e dove sarebbe stato sepolto Sem, figlio di Noè, e che nel passato fu anche il centro abitato più importante del Golan, il territorio siriano del Hawran.
La propensione di al-Nawawī per gli studi e la mancanza a Nawā di accademie o istituti religiosi spinsero il padre a portarlo a Damasco, uno dei più importanti centri culturali dell'epoca, dove egli rimase per un trentennio. Qui al-Nawawī poté studiare con più di venti celebri insegnanti, tutti considerati come massime autorità nel loro campo.
Verso il 1257 iniziò a scrivere e nel 1267 fu chiamato nella Dār al-ḥadīth sciafita di Damasco per prendere il posto di Abū Shāma, morto da poco. Visse molto frugalmente e rifiutò persino un salario. Dedicò tutto il tempo a sua disposizione allo studio e alla ricerca, dormendo poche ore per notte. Raggiunse così un alto livello culturale e una eccellente reputazione in materia di diritto, giurisprudenza, trasmissione di ḥadīth, letteratura e teologia. Tale reputazione gli permise di affrontare il Sultano mamelucco Baybars per chiedergli di abolire le tasse di guerra imposte alla popolazione della Siria e di proteggere gli insegnanti delle madrase da una riduzione dei loro stipendi. Il tentativo fu, però, vano e Baybars espulse al-Nawawī da Damasco nel momento in cui egli solo si rifiutò di firmare una fatwā che affermava la legalità di tali tasse.
Quest'azione di al-Nawawī è commemorata nel popolare romanzo Sīrat al-Ẓāhir Baybars (Vita di al-Zahir Baybars), nel quale il sultano, maledetto da Nawawī, diviene cieco per un breve periodo. Al-Nawawī morì celibe nella casa di suo padre a Nawā il venerdì 22 dicembre 1277.
I musulmani sciiti guardano a lui con simpatia. Essi considerano alcuni dei suoi lavori favorevoli e li hanno tradotti in persiano.

## Opere
Al-Nawawi lasciò 26 opere complete, 10 incomplete e molti manoscritti inediti.
Egli aveva un'eccezionale conoscenza delle tradizioni e adottò standard molto rigidi; per esempio, ammetteva solo cinque lavori sulla tradizione come canonici, anziché i classici Sei libri.
Scrisse il maggiore commentario sul Ṣaḥīḥ di Muslim, al-Minḥāj bi-sharḥ Ṣaḥīḥ Muslim, e, come introduzione ad esso, una storia della trasmissione di quest'opera e un profilo della scienza della Tradizione. Egli fornisce non solo osservazioni sugli isnād (catene di trasmettitori) e una spiegazione grammaticale delle Tradizioni, ma li commenta anche, soprattutto sotto l'aspetto teologico e legale, citando quando necessario non solo i fondatori delle principali scuole ma anche giuristi più anziani come al-Awzaʿī, ʿAṭāʾ, e altri ancora.
Il Taqrīb al-Taysīr è un'introduzione allo studio dei ḥadīth, un'estensione dell'opera di Ibn Silah, e fu pubblicato al Cairo nel 1890, insieme al commentario di Suyūṭī Tadrīb al-Rāwī. È stato in parte tradotto in francese da William Marçais nel Journal Asiatique.
Scrisse inoltre una raccolta di ḥadīth riguardanti etica, comportamento e condotta, il Riyāḍ al-Ṣāliḥīn, ancora oggi abbastanza popolare nel mondo musulmano.
Ma la sua fama è essenzialmente dovuta agli Arba‘in, raccolta di "40 (ḥadīth)", che ne comprende in realtà 42, in quanto l'autore stesso ne aggiunse due in seguito, mantenendo però invariato il titolo. Quest'opera è considerata come la più popolare antologia e la migliore introduzione allo studio di ḥadīth che, insieme al Corano, costituiscono gli insegnamenti fondamentali della Sharīʿa islamica.

L'importanza di al-Nawawī come giurista è forse ancora maggiore. Negli ambienti sciafeiti era considerato, con il suo Minḥaj al-ṭālibīn, come la più alta autorità del madhhab sciafeita, insieme ai due commentari (Tafsīr) della Tuḥfa di Ibn Ḥajar e la Nihāya di al-Rumlī.